# Chico Science
Chico Science, pseudoniem van Francisco de Assis França (Olinda, 13 maart 1966 – Recife, 2 februari 1997) was een Braziliaanse zanger en componist, en een van de stichters van de culturele beweging Mangue Bit. Hij kwam op 30-jarige leeftijd om het leven bij een auto-ongeluk.
Francisco de Assis França werd geboren in Olinda (Pernambuco) in de wijk Rio Doce. Eind jaren tachtig vormde hij met Lúcio Maia de band Orla Orbe, die amper een jaar zou bestaan. Hij neemt de naam Chico Science aan en vormt met Dengue en (opnieuw) Lúcio Maia een nieuwe band: Loustal (naar de Franse striptekenaar en cartoonist Jacques de Loustal), de voorloper van Chico Science & Nação Zumbi.
Als Chico Science werd hij vervolgens de zanger/frontman en drijvende creatieve kracht van de groep Chico Science & Nação Zumbi (CSNZ), die rock, funk en hiphop vermengde met maracatu en andere traditionele muziek uit Noordoost-Brazilië. Ook werd CSNZ een baanbrekende band van de door Chico Science en Fred 04 (zanger van Mundo Livre S/A) opgerichte culturele beweging Mangue Bit. Mangue Bit wilde een antwoord zijn op de zieltogende economische en culturele situatie in Recife en Olinda.
CSNZ toerde in de VS en in Europa, en leverde twee langspeelplaten af ('Da Lama Ao Caos' en 'Afrociberdelia'). Na het dodelijke ongeluk van Chico Science, begin 1997, volgde nog een postume dubbel-cd met remixes en liveopnames (getiteld 'CSNZ'). De groep bleef bestaan onder de naam Nação Zumbi.

## Discografie
- 1994: Da lama ao caos
- 1996: Afrociberdelia
- 1998: CSNZ (postuum)

- Biblioteca Nacional de España: XX1693024
- Gemeinsame Normdatei: 142941077
- International Standard Name Identifier: 0000 0001 1747 3339
- Library of Congress Control Number: no2001017411
- MusicBrainz: d4b0112d-f8aa-4880-a6c3-ab0ea94943a9
- Virtual International Authority File: 16869310
- WorldCat: E39PBJgd3gDJCM73FhJv4KqJDq